# FOLFOX
FOLFOX es el nombre que recibe una línea de quimioterapia indicada para el tratamiento de cánceres del aparato digestivo.

## Composición
FOLFOX es el acrónimo de una combinación quimioterápica compuesta por los siguientes fármacos antineoplásicos:

- FOL (ácido folínico o leucovorina): vitamina B que potencia la eficacia terapéutica del fluorouracilo.
- F (fluorouracilo): antimetabolito que penetra en la molécula del ADN, impidiendo así su reparación.
- OX (oxaliplatino): derivado del platino, cuyo mecanismo de acción en el ADN provoca eventualmente la muerte de las células cancerosas.

## Indicaciones terapéuticas
- Cáncer colorrectal: se administra principalmente como tratamiento de primera línea para estadios avanzados o metastásicos. Asimismo, cuando el tumor es extirpable, puede administrarse como adyuvante, tras la cirugía.
- Cáncer de páncreas: se administra como tratamiento de segunda línea para estadios avanzados o metastásicos, cuando ha fracasado el tratamiento de primera línea con FOLFIRINOX, Abraxane y/o gemcitabina.
- Cáncer gástrico: se administra como terapia paliativa.

## Administración
Generalmente se recomienda la administración de doce ciclos con un período de descanso entre ellos de quince días:
- Día 1: infusión del oxaliplatino durante dos horas, seguido de infusión o inyección de leucovorina. A continuación, se inyecta en bolo el fluorouracilo y seguidamente se prepara una infusión continua en bomba ambulatoria también de fluorouracilo, que el paciente debe portar durante 22 horas.

- Día 2: infusión de leucovorina durante dos horas, seguido de inyección en bolo de fluorouracilo. Se retira la bomba ambulatoria de fluorouracilo del día anterior y se vuelve a colocar una nueva, debiendo ser portada por el paciente nuevamente durante 22 horas.
- Día 3: se retira la bomba ambulatoria de fluorouracilo y el paciente comienza su ciclo de descanso.
- Día 4 al 15: ciclo de descanso.

Estos parámetros pueden variar según el estado de salud del paciente, la toxicidad y/o el objetivo del tratamiento.

## Efectos secundarios
Los efectos secundarios suelen ser transitorios y desaparecen paulatinamente una vez finalizado el tratamiento. Si la quimioterapia se administra por largos y continuos períodos de tiempo, o si el paciente presenta problemas de tolerancia, la toxicidad puede ser mayor, lo que obliga a veces a suspender temporalmente el tratamiento antineoplásico. 
Los efectos adversos se pueden mitigar con fármacos adyuvantes que se administran de forma intravenosa junto a la quimioterapia, como pueden ser los corticoides o los antieméticos.

### Efectos secundarios frecuentes[5]
- Neutropenia, lo que puede ocasionar una mayor exposición a infecciones (se puede tratar con antibióticos y puede requerir ingreso hospitalario).
- Anemia (se puede tratar con transfusión sanguínea).
- Petequia.
- Astenia.
- Parestesia y dolor neuropático.
- Ardor o dolor venoso durante la sesión de quimioterapia (lo ocasiona el oxaliplatino y puede requerir una infusión más lenta del medicamento).
- Diarrea.
- Mucositis y úlceras orales.
- Amenorrea.
- Infertilidad.

### Efectos secundarios ocasionales o poco frecuentes[5]
- Sensibilidad a la luz solar.
- Debilitamiento del cabello.
- Alteraciones oculares (visión borrosa o sequedad).